# Sudnji dan
Sudnji dan, posljednji sud ili paruzija u eshatološkim religijama predstavlja vjerovanje u posljednji i konačni sud koji će biti na kraju povijesti, nakon Isusovoga drugoga dolaska, tako da razdvoji pravedne od zlih, nakon čega će pravedni zadobiti vječni život kao nagradu, a zli konačnu propast kao kaznu. Osobito važnu ulogu u Sudnji dan ima u sustavima vjerovanja abrahamskih religija.

## U kršćanstvu
Kršćani vjeruju da će Isus Krist suditi svim narodima, kada dođe u slavi i svi sveti anđeli s njim (Mt 25, 31). Dolaskom Isusa ispunit će se kraljevstvo Božje. Dogodit će se i uskrsnuće mrtvih, Isus će suditi moću, koju je stekao kao Otkupitelj svijeta, koji je došao spasiti ljude. Tajne srdaca bit će otkrivene, kao i ponašanje svakog pojedinca prema Bogu i bližnjemu. Svaki čovjek će prema svojim djelima i nedjelima biti ispunjen životom ili osuđen na vječnu kaznu.
U Bibliji Isus navodi da samo Bog Otac (1. božanska osoba) zna kada će biti Sudnji dan. Time se poziva vjernike na trajnu budnost i spremnost. O tome govore i Isusove prispodobe. U kršćanstvu je učenje o posljednjem sudu i uskrsnuću mrtvih jedna od osnovnih dogmi. Između ostalog, ono je sastavni dio Nicejsko-carigradskoga vjerovanja u riječima: "opet će doći u slavi suditi žive i mrtve". Vjera u drugi Kristov dolazak davala je snagu kršćanima za vrijeme progona i teških vremena.

## U islamu
U islamu, Sudnji dan (arap. Jevm al-Ahir) i događaji vezani za njega su jedna od šest temeljnih istina vjere, u koje svaki musliman mora vjerovati. Vjerovanje u Sudnji dan se sastoji od vjerovanja u njegove predznake, u kraj svijeta, uskrsnuće mrtvih i posljednji sud. To je dan polaganja računa pred Alahom, kada će svi ljudi, stojeći pred vagom Mizan, koja će biti postavljena ispred Božjeg prijestolja, odgovrati za učinjena djela, dobra ili loša, te će shodno tome biti raspoređivani u Dženet (raj) ili Džehenem (pakao). Taj će dan nastupiti Israfilovim drugim puhanjem u rog, kada će sve mrtvo ponovno oživjeti. Ljudi će odgovarati prema knjizi svojih djela, koju su sačinili meleci Kiramen-katibin. Alah je u Kuranu obećao milost svima koji vjeruju, a Muhamed je svojim sljedbenicima obećao svoj šefat (zauzimanje kod Alaha za njih), ekskluzivno pravo koje imaju samo Muhamed i oni koji su poginuli na Alahovom putu (šehidi). Kršćanima i Židovima bit će ukazana milost, pa će im biti suđeno prema njihovim Knjigama, Tevratu, Zeburu i Indžilu, ali izvornim inačicama, ne onima koje su oni izmijenili. Oni koji su priznali poslaničku misiju Muhameda, mogu ući u Džennet, ili odslužiti kaznu u Džehenemu, pa onda ući u Dženet.